# مسابقات جهانی ژیمناستیک هنری ۲۰۰۷
مسابقات جهانی ژیمناستیک هنری ۲۰۰۷ چهلمین دوره مسابقات جهانی ژیمناستیک هنری است که در اشتوتگارت، آلمان از ۱ تا ۹ سپتامبر ۲۰۰۷ میلادی برگزار شده‌است.

## جدول مدال‌ها
| رتبه | کشور                | طلا | نقره | برنز | مجموع |
| ---- | ------------------- | --- | ---- | ---- | ----- |
| ۱    | چین                 | ۵   | ۲    | ۱    | ۸     |
| ۲    | ایالات متحده آمریکا | ۴   | ۲    | ۱    | ۷     |
| ۳    | آلمان               | ۱   | ۱    | ۱    | ۳     |
| ۴    | اسلوونی             | ۱   | ۱    |      | ۲     |
| ۵    | برزیل               | ۱   |      | ۱    | ۲     |
| ۶    | لهستان              | ۱   |      |      | ۱     |
| ۶    | روسیه               | ۱   |      |      | ۱     |
| ۶    | کره جنوبی           | ۱   |      |      | ۱     |
| ۹    | رومانی              |     | ۳    | ۱    | ۴     |
| ۱۰   | ژاپن                |     | ۱    | ۳    | ۴     |
| ۱۱   | کره شمالی           |     | ۱    | ۱    | ۲     |
| ۱۲   | مجارستان            |     | ۱    |      | ۱     |
| ۱۲   | هلند                |     | ۱    |      | ۱     |
| ۱۲   | اسپانیا             |     | ۱    |      | ۱     |
| ۱۵   | بلغارستان           |     |      | ۱    | ۱     |
| ۱۵   | فرانسه              |     |      | ۱    | ۱     |
| ۱۵   | ایتالیا             |     |      | ۱    | ۱     |
| ۱۵   | بریتانیا            |     |      | ۱    | ۱     |
| ۱۵   | ازبکستان            |     |      | ۱    | ۱     |